# Asedio de la Mezquita Roja
El asedio de la Mezquita Roja fue el resultado de una operación militar para sitiar la mezquita Lal Masjid, en Islamabad, la capital de Pakistán, entre el 3 y el 11 de julio de 2007, con el objetivo de dar término a la toma llevada a cabo por un grupo militante islámico y acompañados por estudiantes del Islam. Los líderes religiosos a cargo de la mezquita eran desde 1990 hasta el 10 de julio de 2007, los hermanos Abdul Aziz Ghazi y Abdul Rashid Ghazi, quienes habían heredado su autoridad religiosa de su padre, Mualana Abdullah, y predicaban una versión de línea dura del Islam que llamaba a la implementación de la ley Sharia. Abdul Rashid Ghazi murió durante los incidentes de la toma de la mezquita que concluyeron el 11 de julio de 2007, mientras su hermano mayor, Abdul Aziz, fue detenido cuando intentaba escapar de la mezquita vestido de mujer.
En total, más de 500 personas, entre las que se encontraban mujeres y niños, llegaron a ocupar la mezquita durante los eventos. La operación para sitiar la mezquita se denominó Operación Silencio (Operation Silence), pero su nombre fue posteriormente cambiado a Operación Alba (Operation Sunrise). La mezquita era sitio de culto de las clases altas de Pakistán, los militares y los miembros del Gobierno.
El 9 de julio, después de varios días de escaramuzas, el presidente Pervez Musharraf emitió un ultimátum a los grupos militantes bajo el grito: «Ríndanse o mueran». El 11 de julio las conversaciones con los militantes islámicos fracasaron, y comandos armados tomaron la mezquita por asalto. El saldo de la operación ha sido según Univisión, Antena 3 y Telecinco de más de 283 muertos.